# Jessie Penn-Lewis
Pour les articles homonymes, voir Penn et Lewis.
Jessie Penn-Lewis, née Jessie Elizabeth Jones (1861–1927), est une évangéliste galloise impliquée dans le Réveil gallois de 1904-1905, dont elle rend compte de manière détaillée, et dans le Mouvement pour une vie supérieure, particulièrement dans les Conventions de Keswick qu’elle aide à organiser et fréquente assidûment. Ses écrits spirituels, voire mystiques, ont eu et ont encore une large influence. Dès la dernière décennie du XIXe siècle, à une époque où cela posait problème dans certains milieux évangéliques, elle a en outre été l’une des premières des femmes à prêcher devant des assemblées mixtes.

## Biographie

### Jeunesse
Jessie Elizabeth Jones est née le 28 février 1861 à Neath dans le sud du Pays de Galles dans le foyer d’un père ingénieur et d’une mère travailleuse sociale, engagée dans une ligue de tempérance pour prévenir l’alcoolisme. Chose fréquente au Pays de Galles à cette époque, la famille Jones était empreinte de méthodisme calviniste et profondément croyante ; le grand-père de Jessie Jones était même pasteur. Elle doit néanmoins une partie de son éducation aux quakers et se marie à 19 ans avec William Penn-Lewis, clerc de commissaire aux comptes dans la fonction publique et descendant de William Penn. Elle manifeste très jeune une aptitude au leadership en animant une cellule de tempérance destinée aux jeunes. Atteinte de tuberculose, elle fut protégée et parfois isolée par ses parents, et resta toute sa vie de santé fragile. Dès la fin de l’adolescence, elle était engagée dans l’évangélisation au travers des YWCA (Young Women’s Christian Association).

### Expérience mystique
Le travail de William Penn-Lewis conduisit le jeune ménage à s’installer à Richmond (Yorkshire du Nord), où ils se joignirent à la paroisse de la Sainte Trinité (Holy Trinity Church), dont le pasteur était le révérend Evan H. Hopkins, qui est considéré comme « le principal penseur de la Convention de Keswick jusqu’à la première Guerre mondiale ». Jessie Penn-Lewis qualifiait sa réaction à la première prédication qu’elle entendit de sa part comme “une ouverture de son âme.”. Son cheminement spirituel s’orienta alors dans le sens du mouvement pour une vie supérieure (Higher Life Movement), branche anglaise du mouvement de la perfection chrétienne. Elle fut amenée à lire l’ouvrage du pasteur réformé sud-africain Andrew Murray, « The Spirit of Christ », et celui de Madame Guyon « Les torrents spirituels » .
Elle était aussi tourmentée par les insuffisances qu’elle ressentait dans son ministère au sein des YWCA, qui était pourtant plutôt couronnée de succès : préparations longues et difficiles et appréhensions avant ses prises de parole en public, attente d’une force et d’une assurance supplémentaires venant de Dieu.
En 1892, son questionnement devint existentiel: il lui semblait que Dieu la confrontait directement à ces questions : « Si je réponds à ton attente, es-tu prête à être impopulaire ? Pourquoi désires-tu être remplie du Saint-Esprit ?”. Elle eut alors une vision de sa propre vie de femme consacrée où elle était comparée à une serpillière souillée. Horrifiée, elle tourna ses prières vers le Christ pour être purifiée, tandis qu’une voix intérieure semblait lui répéter encore et encore le simple mot « crucifié, crucifié… » Elle dut en chercher le sens, note-t-elle dans ses mémoires, car elle avait demandé à être remplie de l’Esprit saint et non crucifiée… La lecture de l’épître aux Romains lui apporta la clé recherchée : « Le vieil homme en ous a été crucifié avec le Christ. » (Épître aux Romains, chapitre 6, versets 6 à 11). Il avait plu à Dieu de lui révéler la crucifixion de son fils afin qu’elle puisse annoncer sa résurrection.
Cette expérience spirituelle fut un tournant dans sa prédication : libérée de toute angoisse ou appréhension lors de ses prises de parole, elle en tira aussi la thématique qui traversera tout son ministère. « Après un cheminement d’abîme en abîme avec le Christ humilié, crucifié et mis à mort, le Seigneur me montra que la croix du calvaire est le point essentiel autour duquel tout s’articule, et la grande ressource qui répond aux besoins des enfants de Dieu dans tous les aspects de leur vie spirituelle. Et je compris que le baptême du Saint-Esprit, que j’avais pris pour le but de la vie chrétienne, n’était qu’un commencement préparé par Dieu pour conduire le croyant dans la fraternité de la Croix, et au travers de la mort sur la Croix, à l’union avec le Seigneur monté à la droite du Père. ».

### Années de ministère intensif

#### Originalité de la prédication de Jessie Penn-Lewis
La thématique spirituelle de Madame Penn-Lewis renouvela la prédication évangélique de son époque, qui s’était concentrée jusque-là sur le pardon des péchés et le salut. Elle fit revenir au premier plan une notion biblique de sanctification : en reconnaissant sa propre faillite devant Dieu (en acceptant d’être crucifié avec le Christ), le chrétien peut recevoir la puissance de l’Esprit Saint pour contenir l’influence et la dépendance du péché, et ainsi pouvoir vivre une vie sanctifiée en Christ.
Le Saint-Esprit n’était pas pour elle une simple force, mais une présence personnelle dont elle recherchait activement les directives.
Sa vision était que « tous les chrétiens sont destinés à s’unir à la vie qui leur est accordée d’en-haut et non à essayer de bricoler leur ancienne vie pour s’épuiser à essayer d’atteindre les cieux dans de grandes difficultés. » .

#### Succès de sa prédication au Royaume-Uni
Au cours des quatre années suivant son expérience spirituelle, l’assistance à ses cours au sein des YWCA passa de 6 900 à 13 000 personnes, ce qui lui permit d’ouvrir de nouvelles équipes des YWCA.
En 1895, Jessie Penn-Lewis fut invitée à délivrer le message à la Conférence évangélique de Mildmay. Les éléments-clé du message furent complétés et publiés sous forme d’un petit livre intitulée « Le chemin de la vie en Dieu ». Ce fut la première publication de “Overcomer literature publishing” qui précéda son auteur dans de nombreux pays. Il fut traduit dans de nombreuses langues atteignant 75 000 exemplaires et lança ainsi la prolifique carrière d’auteur de Madame Penn-Lewis.

#### Débuts d'un ministère international
À partir de 1896, Jessie Penn-Lewis mit fin à son ministère au sein des YWCA pour pouvoir répondre aux différents appels à venir prêcher dans différents pays étrangers, dont le premier fut la Suède.
Dès ce stade de sa jeune carrière de prédicatrice, elle commença à appeler au renforcement du rôle des femmes dans cette nouvelle pentecôte.
De 1896 à 1898, elle prêcha en Russie, pays de Galles, Écosse, Irlande du nord, Finlande et Danemark, sans oublier diverses villes d’Angleterre. À l’occasion de ces voyages, elle fut présentée à divers membres des maisons royales de Russie et de Scandinavie.
Dans les premières décennies du XXe siècle, elle fit encore de nombreux autres voyages internationaux qui la conduisirent notamment en Russie, Scandinavie, Canada, aux États-Unis et en Inde. À Chicago, elle parle au "Moody Bible Institute" à l’invitation du pasteur Torrey (en), à New-York au « Gospel Tabernacle » à l’appel du pasteur Simpson, fondateur de l’Alliance chrétienne et missionnaire, puis à Nyack, dans l’État de New-York, au Missionary Training Institute (fondé par le pasteur Simpson) .
En Inde, Jessie Penn-Lewis se consacra essentiellement à encourager les missionnaires et travailleurs sociaux chrétiens. Le petit livre « La Parole de la Croix » (“The Word of the Cross”), souvent surnommé “le petit livre de la Bible”, fut publié en Inde et pour l’Inde. Il fut traduit dans une centaine de langues et de dialectes à travers le monde et est toujours réimprimé aujourd’hui.

### Participation aux conventions de Keswick
Jessie Penn-Lewis pria publiquement pour la première fois à Keswick en 1897 et fut présentée comme l’un des orateurs principaux en 1898.
En 1899, sa prédication fut qualifiée de “brûlante et impressionnante» par un observateur.
Un groupe de pasteurs gallois aborda Jessie Penn-Lewis lors de la Convention de Keswick de 1902 avec le projet de lancer une convention similaire au Pays de Galles. Bien introduite dans ce pays dont elle était originaire, elle prit les contacts nécessaires et coordonna la mise en place de la Convention de Llandrindod Wells dès 1903. Elle en fut une intervenante clé pendant plusieurs années.
À la suite des controverses soulevées par ses prises de position contre les phénomènes charismatiques accompagnant le Réveil gallois (voir ci-après), ses détracteurs lui reprochèrent d’avoir des enseignements trop subjectifs. La prééminence d’une femme parmi les prédicateurs de la Convention de Keswick fut également remise en cause et on lui accorda de moins en moins d’occasions de parler en public. En 1909, elle démissionna du comité d’organisation des réunions de femmes de Keswick et en 1911 du comité de la Convention de Llandrindod Wells.

### Réveil gallois

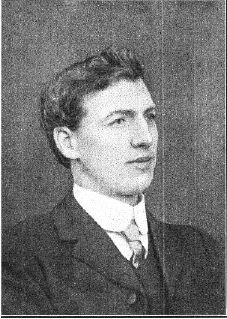
Evan Roberts en 1905

Jessie Penn-Lewis fut personnellement impliquée dans le réveil gallois de 1904-1905, l’un des réveils européens les plus massifs numériquement bien qu’il ait été écourté par la dépression de l’un de ses principaux leaders, Evan Roberts. Galloise, elle avait de nombreux contacts directs avec des paroissiens et avec des pasteurs et recevait de leur part des témoignages directs sur les événements voire sur les luttes spirituelles de certains ! À partir de novembre 1904, elle publia chaque semaine une chronique du Réveil dans le magazine du mouvement de Keswick, "The Life of Faith", retraçant le développement de ce mouvement d’abord au Pays de Galles, puis internationalement. Elle en fit aussi l’histoire dans un recueil intitulé "Le Réveil au Pays de Galles – et quelques-uns de ses ressorts cachés" ("The Awakening in Wales - and Some of its Hidden Springs"). À la fin du Réveil, elle se fit également connaître par son association très étroite avec Evan Roberts. En effet, après sa dépression, Evan Roberts fut recueilli et hébergé par les Penn-Lewis pendant plusieurs années sans d’ailleurs totalement guérir. Jessie Penn-Lewis et lui cosignèrent un livre, intitulé War on the Saints, où les auteurs déclarent leur extrême prudence à propos du Pentecôtisme naissant et des possibles influences diaboliques qu’ils croient discerner dans ses premiers développements.
Pour prolonger et renforcer les effets positifs des réveils, Jessie Penn-Lewis s’impliqua encore plus fortement dans l’organisation de des Conventions de Keswick afin de lui donner un rayonnement national et dans l’organisation de multiples conférences locales accessibles à tous ceux qui recherchaient un approfondissement spirituel.

### Ministère et publications après Keswick
Après sa démission des comités d’organisation des conférences de Keswick et de Llandrindod Wells, Jessie Penn-Lewis entra dans une nouvelle phase de son ministère ; elle était à présent libre d’écrire, de prêcher et de communiquer son inspiration où elle voulait. Elle le fit notamment au travers de son mensuel « Le Vainqueur » (« The Overcomer »), fondé en 1908 avec Evan Roberts, et destiné à être lu par les personnes engagées dans la mission ou les œuvres sociales chrétiennes. Chaque numéro commençait par une lettre de Jessie Penn-Lewis et contenait divers enseignements, réponses aux questions des lecteurs, intentions de prière et les annonces des réunions mensuelles organisées par Madame Penn-Lewis à Eccleston Hall à Londres. Ce mensuel fut diffusé en Europe continentale, différentes régions d’Afrique et des Amériques et en Chine. Il y eut des éditions en italien et en français. Tout en restant sur sa ligne que « la Croix est la pierre de touche de la foi », le magazine « The Overcomer » se tourna de plus en plus vers la question des tribulations précédant la fin des temps, ce qui n’était pas inhabituel dans une Angleterre confrontée aux débuts de la Première Guerre mondiale. Il comportait aussi une rubrique consacrée à répondre aux critiques des positions critiques de Madame Penn-Lewis sur les « parlers en langue » et autres manifestations charismatiques. Le magazine joua aussi un rôle important pour maintenir la communication au sein du mouvement de Keswick à l’échelle nationale comme internationale.
À cette époque, Jessie Penn-Lewis organisa pendant trois ans une “conférence ouverte”, la Conférence de Matlock, qui n’annonçait ni ordre du jour ni prédicateurs, sauf un orateur principal. Les participants pouvaient tous contribuer par des prières, chants ou témoignages. Pour compléter le programme, il y avait des ateliers pratiques, des sessions de questions-réponses à l’heure du thé, et des « Soul Clinics » ou « Student Classes », où les personnes qui en avait besoin pouvaient recevoir une aide personnalisée dans leurs combats spirituels.
En 1914, le magazine fut arrêté ; selon Mme Penn-Lewis, il avait pleinement accompli sa mission, celle-ci ayant été, initialement, d’enseigner "le cheminement de l’expérience de la mort sur la croix avec le Christ" et "la vie unie en esprit avec le Christ en Dieu et la guerre dans les cieux". Le lourd fardeau que représentait pour une femme âgée de santé fragile, une correspondance assidue avec ses lecteurs, et le début de la Grande Guerre jouèrent aussi un rôle dans cette décision.
Le magazine fut relancé en 1920, sans Evan Roberts, sous forme d’un magazine trimestriel gratuit. Ses nouveaux objectifs étaient de « combattre l’apostasie spirituelle, proclamer la Croix et rappeler aux croyants le retour du Christ. ». Il est toujours en existence aujourd’hui.

### Dernières années
Pendant les années de guerre, Madame Penn-Lewis continua à écrire et occasionnellement à publier. 45 000 livres et pamphlets furent distribués avec l’autorisation du bureau de la censure. Elle s’impliqua aussi dans différents croisades morales, comme celle en faveur des objecteurs de conscience et une autre pour s’opposer à la distribution d’alcool aux jeunes soldats. Elle s’exprima aussi avec force sur les questions d’apostasie. En 1917, un résumé de son livre “The Warfare with Satan” fut intégré dans le volume 10 d’une influente publication évangélique “The Fundamentals : Testimony to the Truth » . Elle continua aussi de s’engager fortement en faveur du ministère féminin.
Après la guerre, Madame Penn-Lewis poursuivit son activité d’auteur pour le magazine “The Overcomer” et pour d’autres publications. Elle lança des conférences “The Overcomer” à Swanwick et à d’autres endroits. Elle prêcha fréquemment dans ces conférences dont elle était la principale attraction, comme dans ses réunions mensuelles de perfectionnement spiritual pour les travailleurs chrétiens.
Les dernières années de Jessie Penn-Lewis furent des années d’épreuve. Sa santé déclinante lui fit perdre en partie le contrôle de la ligne éditoriale de “The Overcomer”. Le décès de son mari, qui avait toujours soutenu son ministère, après 45 ans de vie commune, la laissa sans soutien moral et financier. Généreusement, les propriétaires de la salle dans laquelle Madame Penn-Lewis tenait ses réunions mensuelles lui en firent don ! Elle put y vivre dans un petit appartement et continuer son travail d’écriture et de correspondance. Sa santé lui permit de faire encore quelques déplacements en Scandinavie et d’autres pays européens. En juillet 1927, Jessie Penn-Lewis prononça le message de clôture de la 8e conférence de Swanwick. Moins de trois semaines avant sa mort, elle se rendit au jubilé de la conférence de Llandrindod Wells, qu’elle avait si fortement contribué à mettre en place. Quelques jours avant sa mort, malgré un affaiblissement de plus en plus marqué, elle était encore en train de préparer sa prochaine réunion mensuelle et des textes pour le prochain numéro de « The Overcomer » .
Jessie Penn-Lewis s’éteignit le 15 août 1927 à Reigate dans le Surrey. Son service funèbre fut présidé par le Révérend H. Tydeman Chilvers, continuateur de Charles Spurgeon, au « Tabernacle ». Le pasteur Chilvers conclut son éloge par ces mots : “Et quelle puissance elle était! Comme elle brûlait pour Dieu ! S’est-elle consumée entièrement ? Non, sa flamme était si puissante que Dieu l’a libérée de ce fragile vase d’argile pour qu’elle puisse brûler pour toujours à sa pleine puissance en Sa présence. »

## Positions théologiques

### Théologie de la Croix
C’est l’une des idées maîtresses de Jessie Penn-Lewis, qui s’appuie notamment dans certains passages de l’Épître aux Romains (6:6) et de l’Épître aux Galates (2:20a)  : la participation de chaque croyant à la mort de Jésus-Christ sur la croix peut donner à chacun un pouvoir exceptionnel, l’union avec le Christ permettant à l’âme d’échapper à l’emprise du péché et de recevoir l’énergie nécessaire à un ministère extraordinaire. La théologie de la Croix est donc la porte d’entrée pour une vie victorieuse sous la conduite de l’Esprit-Saint, qui réalise l’unité entre tous les croyants. Au passage, elle permet aussi de surmonter les défaillances d’Eve et de replacer homme et femme à égalité, fondant ainsi une conception féministe ou au moins égalitaire des ministères chrétiens.
Il s’agit là d’une théologie mystique qui suit les trois étapes communes à tous les mystiques chrétiens : purification, contemplation et union avec Dieu.

### Rôle de l'Esprit-Saint
Pour Jessie Penn-Lewis, le Saint-Esprit jouait deux rôles étroitement interdépendants avec la théologie de la Croix. D'abord, il permettait à l’âme de se transformer dans le processus de purification, de détachement d’une vie dominée par les instincts de la chair et de victoire morale sur le péché. Deuxièmement, le Saint-Esprit communiquait son pouvoir aux âmes pour le ministère ou le service. Pour Madame Penn-Lewis, la "Croix conduit à l'Esprit, et l'Esprit à la Croix. C’est par l'Esprit que les âmes sont libérées de la puissance du péché par la Croix" pour "pouvoir appliquer au péché comme au pécheur le pouvoir de cette mort" et de manière ultime "forger un partenariat entre l’Esprit et l’âme, qui lui donne accès à la puissance divine." Elle voyait dans sa propre vie un témoignage de cette action de l’Esprit : n’avait-elle pas été elle-même conduite à la Croix par l’Esprit, où elle avait déposé sa timidité et sa fragilité pour devenir une prédicatrice pleine d’audace et d’inspiration ?
Enfin, chaque âme doit se préparer à l'union avec Dieu. En supprimant tout péché connu et de poursuivre "ce que vous savez être juste, à Ta lumière", l'âme agit en coopération avec l'Esprit de Dieu, ce qui leur permet de faire l’effort d’aller dans le chemin de la sainteté, alors que les quiétistes concevait cet accès à l’union avec Dieu de manière beaucoup plus passive.
Pour Jessie Penn-Lewis, cet accès à une puissance spirituelle extraordinaire ne s’accompagnait pas de signes ou des prodiges tels que la glossolalie. Au contraire Penn-Lewis considérait avec défiance l'hystérie et la glossolalie qui accompagnaient souvent des réunions du Réveil. Elle y voyait même un risque : le démon, selon elle, pouvait accéder aux âmes qui poursuivaient passivement des expériences spirituelles, dissolvant leur volonté dans cette activité spirituelle. Elle privilégiait au contraire le thème de "pouvoir", appelant les chercheurs spirituels à engager leur volonté et à résister à l'acceptation aveugle des expériences spirituelles.

### Arminianisme
Les doctrines de la Croix et du Saint-Esprit que défendait Jessie Penn-Lewis la conduisirent à affirmer que l’action de Dieu sur le croyant dépendait entièrement de ce dernier et de ses choix. « Le fait que la manifestation du Pouvoir divin dépend de notre coopération en tant qu’êtres humains, ne manque pas de surprendre des êtres de finitude. Cela provient essentiellement du libre-arbitre qui nous est conféré. Dieu ne peut nous libérer de nos chaînes si nous ne souhaitons pas qu’Il le fasse ; il doit donc permettre qu’une pression s’exerce sur nous, d’une manière ou d’une autre, pour nous amener au point où nous Lui demandons ce qu’Il a toujours été prêt à faire pour nous. »
Le pasteur et théologien calviniste Benjamin B. Warfield, de Princeton, s’opposa vigoureusement à toute l’approche du mouvement de sanctification et donc à la théologie de Jessie Penn-Lewis.

### Controverse concernant le ministère féminin
Les débats autour du ministère féminin tel que revendiqué par Jessie Penn-Lewis furent nombreux. Dans le mouvement évangélique britannique au XIXe siècle, les femmes pouvaient enseigner, mais uniquement dans des assemblées réservées aux femmes. Jessie Penn-Lewis franchit le Rubicon en 1901 lors d’une conférence à Bridge of Allan en Écosse, organisée par la Convention de Keswick, où elle fut appelée en dernière minute à remplacer un orateur empêché. Dès lors, elle sera confirmée comme orateur officiel dans les conventions écossaises de Keswick .
En 1906 elle prit position publiquement lorsque les administrateurs de la Convention de Keswick essayèrent de limiter son influence et de restreindre sa prédication à Keswick essentiellement en raison de son appartenance au sexe féminin : “ Il serait d’une grande gravité pour toute l'Église du Christ que Keswick définisse une position officielle contre les femmes prédicatrices au moment précis où Dieu utilise les femmes d'une manière très marquée. Tout le courant de vie qui traverse l'Église spirituelle va vers une ouverture totale aux femmes de l'œuvre de Dieu. (…) Le Seigneur a mis le sceau de sa bénédiction sur mes messages à Keswick, où beaucoup sont venus pour recevoir le message, pas le messager. » .
En 1919, elle publia un manifeste “The Magna Carta of Christian Women”, fondé sur sa théologie de la Croix et en s’inspirant des ouvrages de Catherine Booth (Female Ministry 1859), Katharine Bushnell (Women’s Bible Correspondence Class lessons, 1906–1914, reprinted as God’s Word to Women), Phoebe Palmer (The Promise of the Father, 1859) et Frances Willard (Woman in the Pulpit, 1889).
“Comment l'Église, qui est le Corps du Christ, peut-elle atteindre sa pleine stature si elle viole les lois de l'Esprit et dénie à la moitié de l'Église le droit de parler dans les assemblées, si elle se soumet à des lois humaines alors même que Jésus les a conduites à la Croix expiatoire et les y a vidées de leur force, de même qu’il a mis fin aux distinctions raciales et à toutes les autres distinctions et nous a fait un en Jésus-Christ - un dans l’adoration, dans le travail et dans le témoignage. » .

### Le rôle de Satan
La théologie de la Croix offrait non seulement une réponse aux faiblesses humaines et au péché, elle protégeait aussi les âmes des forces spirituelles du mal, Satan ayant été défait par la Croix. Le Diable est donc désireux de provoquer un rejet de la Croix, d’en nier ou d’en réduire la portée, ou tout simplement de faire en sorte qu’on l’ignore. Il frappe les âmes partout où subsiste quelque chose de « on-crucifié », qui participe de l’ancienne vie. "La victoire est atteinte seulement si la Croix est appliquée en permanence, avec persévérance et sans faiblesse."

### Controverse sur “war on saints”
Jessie Penn-Lewis a été accusée, parfois avec violence, de “voler” Evan Roberts, l’un des principaux animateurs du Réveil gallois de 1904-1905, après que, frappé par une dépression nerveuse, il eut dû se retirer de son ministère. Plus fortuné que le malheureux jeune prophète qui n’avait même pas terminé ses études, le ménage Penn-Lewis le recueillit et l’hébergea, allant même, puisqu’il se remettait difficilement (il ne se remit jamais totalement), jusqu’à aménager leur maison pour lui permettre un accès indépendant et lui aménager un espace de prière privatif en plus de sa chambre. Ebranlée par cette épreuve vécue par le jeune prédicateur, Jessie Penn-Lewis en vint à mettre en cause les expériences d’exaltation fréquentes dans les Réveils religieux, les parlers en langue et autres manifestations « charismatiques » et à les considérer comme de potentielles voies d’accès de Satan dans l’esprit des chrétiens. Elle consigna ces convictions dans un livre co-écrit avec Evan Roberts « War on Saints » qui fut publié en 1913. Les manifestations charismatiques étant au contraire considérées très positivement par le Pentecôtisme, les critiques envers ce livre restent à ce jour très virulentes de la part des milieux pentecôtistes, d’autant plus qu’Evan Roberts s’en serait désolidarisé ultérieurement. Il n’en demeure pas moins qu’en publiant ce livre conjointement avec Evan Roberts, Jessie Penn-Lewis a bénéficié d’une importante promotion personnelle. Le livre et son message sont au contraire évalués très positivement dans certains secteurs du protestantisme.

## Impact de sa santé
Toute la vie de Jessie Penn-Lewis a été marquée par sa santé fragile ; elle dut notamment faire face à de sérieux problèmes pulmonaires, probablement consécutifs à une tuberculose. Par moments, il lui fut interdit de vovager et de parler en public. Elle considérait que ces afflictions étaient autant de chances de découvrir au moins en partie ce qu’avaient pu être la souffrance du Christ. Peut-être à cause de ses expériences de mort imminente, elle avait un sentiment d’urgence dans son ministère, sentant lors de chacune de ses guérisons qu’elle avait guéri parce que Dieu avait une nouvelle mission spécifique pour elle. Elle a écrit des ouvrages très riches pendant et après ces périodes de maladie, par exemple « Thy Hidden Ones: studies in the Song of Solomon » et « The Story of Job » .

## Influence et postérité

### Les continuateurs
Dès l’année suivant la mort de Jessie Penn-Lewis fut formée la Fondation “The Overcomer Literature Trust”, afin de poursuivre la diffusion de ses livres et du magazine « The Overcomer » et de participer à la diffusion de la littérature chrétienne et à l’évangélisation missionnaire. C’est Mary Garrard, qui est aussi l’une des biographes de Jessie Penn-Lewis, qui assumera la direction de la Fondation et des publications jusqu’à sa mort subite en 1943. La présidence passa ensuite au capitaine Metcalfe, grand blessé de la Première Guerre mondiale que Madame Penn-Lewis avait aidé dans ses jours de difficulté et qui était devenu pasteur dans les années 1930. Le capitaine Metcalfe fit de nombreux voyages internationaux pour prêcher et écrivit de nombreux ouvrages, et fut ainsi un digne continuateur de Jessie Penn-Lewis, son épouse Margaret assurant le secrétariat de la fondation. À la retraite du capitaine Metcalfe en 1987, le pasteur Nick Carr, un missionnaire membre du Conseil d’administration de la Convention de Keswick, prit la direction de la Fondation. En 1996, il prit à son tour sa retraite et fut remplacé par Michael Metcalfe.
Le magazine trimestriel “The Overcomer” est l’activité essentielle de la fondation. Gratuit depuis 1919, ses frais de production et de diffusion sont couverts par des dons. La diffusion deslivres de Madame Penn-Lewis a été reprise par “Christian Literature Crusade”.

### Frank Buchman
La personnalité la plus marquante influencée de manière décisive par Madame Penn-Lewis est sans doute le pasteur américain Frank Buchman, dont l’œuvre marquante appelée d’abord Groupes d’Oxford puis Réarmement moral se poursuit encore aujourd’hui au travers de son lointain descendant, le mouvement international Initiatives et Changement. Le témoignage de Buchman est particulièrement parlant en ce qui concerne la puissance de la prédication de Jessie Penn-Lewis, cela hors tout phénomène de foule puisque l’assistance était particulièrement clairsemée ce jour-là.
Le pasteur Buchman était alors en proie à une dépression après un échec personnel et professionnel. Il était venu à Keswick lors de la Convention 1908 dans l’espoir d’y rencontrer le pasteur F.B. Meyer, mais celui-ci ne s’y trouvait pas. Quelque peu désœuvré, il entra dans une chapelle presque vide (il y aurait eu en tout 17 auditeurs) où allait prêcher Jessie Penn-Lewis. Le thème de la prédication, la Croix du Christ, était pourtant un grand classique pour ce jeune pasteur encore frais émoulu du séminaire luthérien de Mount Airy à Germantown (Séminaire luthérien de Philadelphie (en)). Il avait même déjà prêché à plusieurs reprises sur ce sujet. La prédication de Jessie Penn-Lewis n’en suscita pas moins en lui une vive émotion : "Elle décrivit le Christ à l’agonie comme je ne l’avais jamais entendu jusqu’alors. Je visualisai les clous dans ses mains, et le très gros clou qui traversait ses pieds ; je vis la lance transpercer son flanc, son regard chargé d’une infinie tristesse et la souffrance sur Son visage. J’eus la certitude que je L’avais blessé, qu’il y avait à présent une grande distance entre lui et moi et que c’était mon péché qui alimentait cette mauvaise situation."

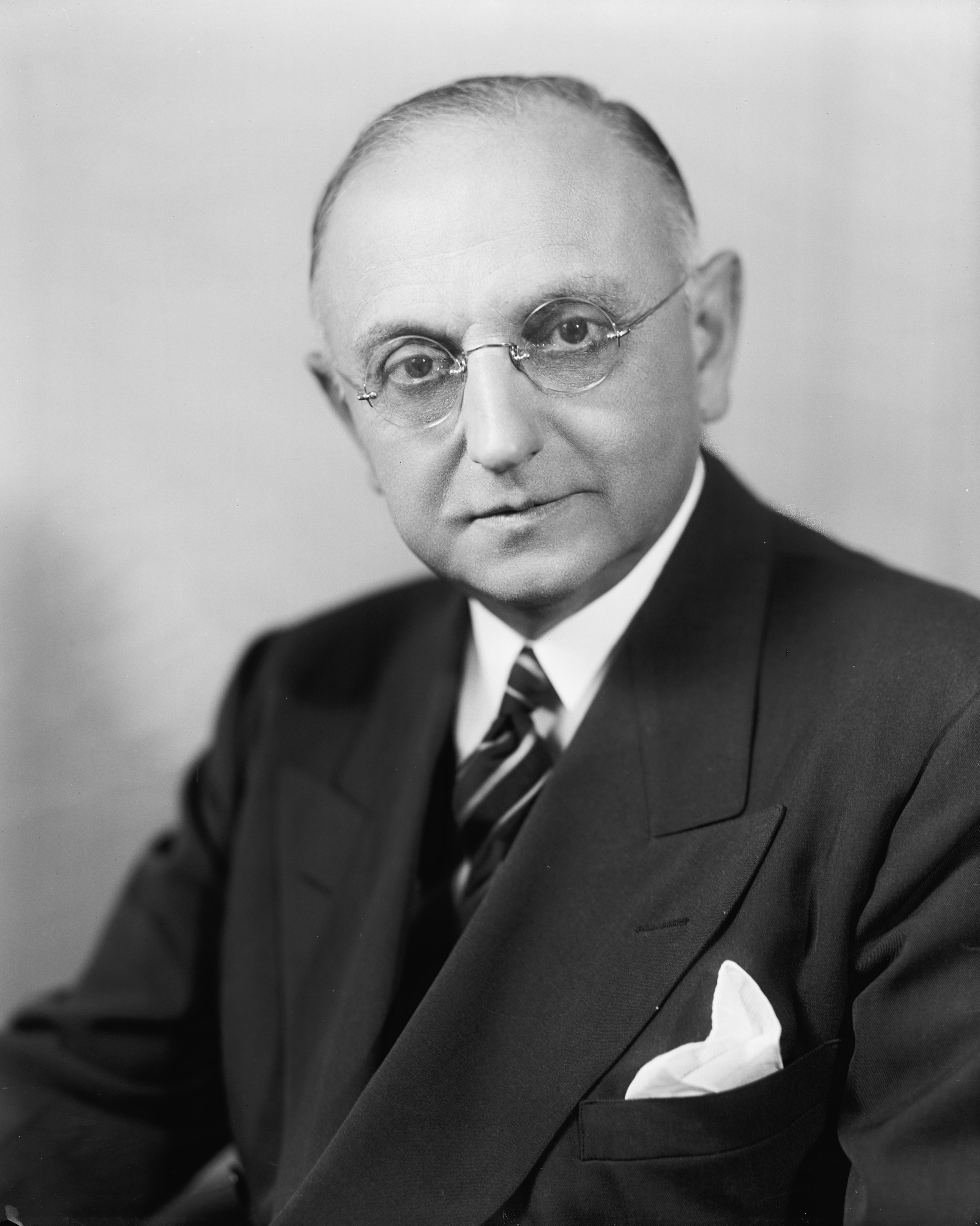
Frank Buchman

Cette expérience le conduisit immédiatement à une autre, vis-à-vis des membres du Conseil d’administration de l’institution pour enfants des rues qu’il avait quittée peu avant à la suite du refus de ce Conseil d’administration d’accorder le budget qu’il estimait nécessaire : "Je repensais à ces six hommes en noir qui, selon moi, m’avaient causé du tort. Certes, c’était vrai mais je m’étais si embrouillé moi-même que j'étais sans doute le septième à être en tort. Ma conviction initiale était juste mais j'avais eu tort d'avoir de l'animosité envers eux. Je voulais avoir raison et mon amour-propre était touché. Je commençais à me voir tel que Dieu me voyait, et c’était ô combien différent de ma propre image de moi. Je ne peux pas expliquer comment, mais alors que j'étais là, assis, j’ai soudain réalisé combien mon péché, mon orgueil, mon égoïsme et mon animosité avait éclipsé Dieu en Christ. Je m'étais engagé au service de Dieu, j’avais dédié ma vie à ces pauvres garçons, ce dont beaucoup de gens auraient pu dire "c'est remarquable", et cependant je n'atteignais pas la victoire car je m'étais coupé de Dieu. Mon travail était devenu mon idole. (…) J’étais le centre de ma propre vie. Ce grand « I » (« Je » en anglais) avait besoin d’être barré (ce qui revient à le transformer en Croix). Je vis ma rancune contre ces six hommes comme six pierres tombales dans mon cœur. Je demandai à Dieu de me changer et Il me demanda de remettre les choses en ordre avec eux. Cela produisit en moi un sentiment d’énergie, comme si un puissant fluide vital avait soudain été déversé en moi, puis un sentiment un peu étourdissant d’une grande secousse spirituelle. J’avais perdu tout sentiment de tiraillement intérieur, de débat, de calcul, d'oppression ou d'impuissance ; après la volonté de se soumettre, une puissante vague d'émotion montait en moi… et semblait arracher mon âme de son ancrage d’égoïsme, la transportant par-delà cet abîme de séparation jusqu'au pied de la Croix. »
Cette expérience de transformation aussi soudaine que celle d’un John Wesley à Aldersgate conduisit Buchman à une expérience de réconciliation avec les « six hommes en noir » puis à une expérience de « contagion », d’autres personnes suivant son exemple après qu’il leur eut raconté son expérience. Il chercha à diffuser cette expérience tout au long de sa vie, y compris sous une forme beaucoup plus multi-religieuse au sein du Réarmement moral (à partir de 1938), ces idées étant reprises sous une forme entièrement laïque aujourd’hui par Initiatives et Changement, dont le processus de changement constitue l’une des idées directrices.

### Autres influences
Jessie Penn-Lewis influença aussi notablement le prédicateur norvégien Johan Oscar Smith (en), le fondateur de la Brunstad Christian Church et l’homme politique et missionnaire britannique Norman Grubb (en) pour qui le verset 20a du chapitre 2 de l'Épître aux Galates fut une révélation et un fondement pour son engagement chrétien,.

## Livres

### En anglais
Le site www.goodreads.com met à disposition pas moins de 43 livres de Jessie Penn-Lewis, dont :
- War on The Saints
- Soul and Spirit: How to Find Freedom from the Tyranny of the Soul
- The Awakening in Wales & Some of the Hidden Springs
- Spiritual Warfare
- The Centrality of the Cross
- Thy Hidden Ones
- Dying to Live
- Conquest of Canaan
- Face to Face
- All Things New
- Story of Job
- Fruitful Living
- Life in the Spirit
- The Cross of Calvary
- The Magna Charta of Woman
- Power for Service
- The Cross: The Touchstone of Faith
- More Than Conquerors
- The Spiritual Man - Soul and Spirit
- Prayer and Evangelism
- Fruitful Living
- The Warfare With Satan
- The Work Of The Holy Spirit
- The Spiritual Christian
- The Cross of Calvary: How to Understand the Work of the Cross
- The Risen Life
- Communion with God

### Traductions françaises
Les traductions françaises suivantes ont été publiées :
- La guerre aux saints (en collaboration avec Evan Roberts), publié en 1912 et traduit en français par M I. Brunel, en 1916.  (ISBN 9782369570837) (Extrait accessible en ligne)
- L’âme et l’esprit et leurs puissances respectives, publié en 1925, traduction française de Mlle Challand, de Genève, (texte disponible en ligne)
- La vie de résurrection, publié en 1909, traduit en français en 1951 (texte disponible en ligne)
- Mourir pour vivre (texte disponible en ligne)
- La conquête de Canaan (texte disponible en ligne)